# Honda NX
Les modèles NX de Honda sont des motocyclettes de type trail monocylindre, destinées à un usage routier et accessoirement au tout-terrain.
En France, trois modèles ont été commercialisés dans la gamme Honda NX : NX 125 Transcity, NX 250 (qui a eu une diffusion plutôt confidentielle) et NX 650 Dominator.
Au Brésil ont été commercialisés, en plus des NX 125 cm3, des NX 150, 200 et Falcon NX 400 cm3.
Le NX 350 Sahara est également diffusé en Amérique du Sud (entre 1991 et 1999).

## Modèles
- NX 125 Transcity
- NX 250
- NX 650 Dominator